# 日蓮正宗
日蓮正宗是日本佛教主要宗派之一，以日蓮大聖人為宗祖、以大石寺為總本山。1900年，脫離本門，成為獨立宗派「日蓮宗富士派」。1912年，第57世御法主日正上人猊下決定將宗派名改為「日蓮正宗」。
日蓮正宗以總本山大石寺為首，現在在日本國內已有700多座寺院，在海外的台灣、印尼、美國、巴西、法國、西班牙、迦納等地設有寺院，在韓國、菲律賓、馬來西亞、新加坡、香港等地設有事務所、佈教所。

## 歷史淵源
日蓮正宗是日蓮大聖人出家得度以來，完成一切佛法的鑽研，於一二五三年（建長五年）四月二十八日三十二歲時，以開悟久遠本佛根本之法的《妙法蓮華經》為基礎，宣唱並確立宗旨為始。之後，日蓮大聖人陸續度過鎌倉夜襲、龍口處刑，以及兩度流罪等眾多的法難、迫害，弘通《南無妙法蓮華經》的大法，並且教育弟子信徒。一二七九年（弘安二年）十月十二日，為了全世界一切人們的永遠幸福與繁榮，日蓮大聖人建立本門戒壇之大御本尊。
日蓮大聖人於入滅前命定其弟子日興上人為二祖，將佛法的一切深奧意義付囑給日興上人。日蓮大聖人於一二八二年（弘安五年）十月十三日安詳入滅。
日興上人以身延山久遠寺別當的身分，蒙受日蓮大聖人的付囑。但是，身延的地頭波木井實長，在日蓮大聖人入滅後違背日蓮大聖人的佛法，跟隨五老僧教化，作出許多謗法的行為。日興上人為了堅守日蓮大聖人的正法、正義，於一二八九年（正應二年）春，奉持著以本門戒壇之大御本尊為首的日蓮大聖人的一切法寶，與日目上人等門徒弟子一同離開身延山（身延離山）。一二九○年（正應三年）十月，在南条時光的捐獻與外護之下，於富士山麓的上野之地建立大石寺。

## 外部連結
- 日蓮正宗 （页面存档备份，存于）

1. ↑  日蓮正宗介紹 （页面存档备份，存于），財團法人中華民國日蓮正宗基金會